# Saxlingham Thorpe

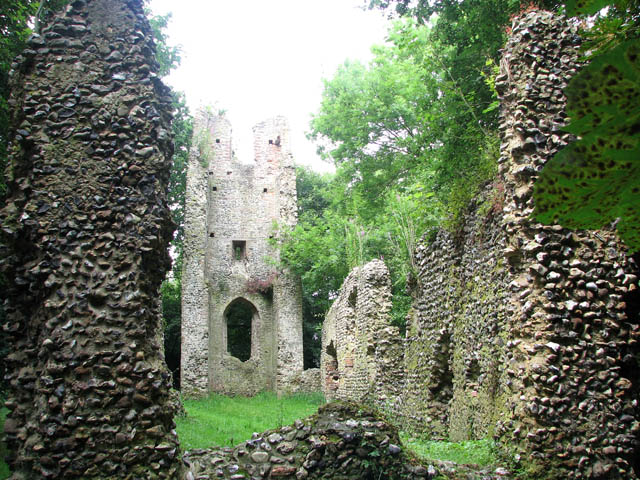

Saxlingham Thorpe är en by i civil parish Saxlingham Nethergate, i distriktet South Norfolk, i grevskapet Norfolk, i England. Byn är belägen 11 km från Norwich. Saxlingham Thorpe var en civil parish fram till 1925 när blev den en del av Saxlingham Nethergate. Civil parish hade 113 invånare år 1921.